# Джон Яллоп
Джон Яллоп  (англ. John Yallop, 24 жовтня 1949) — британський веслувальник, олімпійський медаліст.

## Виступи на Олімпіадах
| Олімпіада     | Дисципліна                     | Місце |
| ------------- | ------------------------------ | ----- |
| Монреаль 1976 | вісімка розстібна зі стерновим | 2     |

## Зовнішні посилання
- Досьє на sport.references.com [Архівовано 18 лютого 2009 у Wayback Machine.]

1. ↑  John Yallop